# ديفيد ر. كيسلر
ديفيد ر. كيسلر هو شخصية أعمال وسياسي أمريكي، ولد في 9 فبراير 1957 في فينيكسفيل في الولايات المتحدة. نشط حزبياً في الحزب الديمقراطي. وقد انتخب عضو مجلس نواب بنسيلفانيا ‏ (2007 – 2010).